# Trichopsetta ventralis
Trichopsetta ventralis és un peix teleosti de la família dels bòtids i de l'ordre dels pleuronectiformes.

## Morfologia
Pot arribar als 20 cm de llargària total.

## Distribució geogràfica
Es troba a les costes de l'Atlàntic Occidental (nord del Golf de Mèxic i, possiblement també, fins a Surinam).